# Geschreeuw en gefluister
Geschreeuw en gefluister (Zweeds: Viskningar och rop) is een film van de Zweedse regisseur Ingmar Bergman uit 1972. De film speelt zich af in een herenhuis aan het einde van de 19e eeuw en vertelt het verhaal van drie zussen, waarvan er een op sterven ligt.
De film won op de Oscaruitreiking van 1974 de prijs voor het beste camerawerk.

## Verhaal
Agnes heeft kanker en ligt op sterven. Op zeldzame ogenblikken heeft ze de kracht om in haar dagboek te schrijven. Meestal doorstaat ze echter helse pijnen. Maria en Karin zijn bij hun zus Agnes op bezoek om haar in haar doodsuur bij te staan, maar ze blijven gereserveerd en koud. Bij de aanblik van hun doodzieke zus worden ze geconfronteerd met hun eigen sterfelijkheid. Alleen de diepgelovige dienstmeid Anna, wier enige dochter als kind is gestorven, is in staat om Agnes troost en menselijke warmte te bieden.
Agnes sterft, maar keert kort daarna terug van de dood. In een droomscène vraagt ze haar zussen om haar warmte en liefde te schenken. Gedurende een ogenblik groeien Karin en Maria nader tot elkaar in het aanschijn van hun overleden zus, maar meteen daarna zijn ze weer even gereserveerd en kil als voorheen. Alleen Anna is in staat om de dode Agnes in haar armen te sluiten en om haar te rouwen.

## Rolverdeling
| Acteur            | Personage |
| ----------------- | --------- |
| Harriet Andersson | Agnes     |
| Ingrid Thulin     | Karin     |
| Liv Ullmann       | Maria     |
| Kari Sylwan       | Anna      |
| Erland Josephson  | David     |
| Anders Ek         | Isak      |
| Inga Gill         | Verteller |
| Henning Moritzen  | Joakim    |
| Georg Årlin       | Fredrik   |